# Abd al-Aziz bin Ahmad Al Sa'ud
ʿAbd al-ʿAzīz bin Aḥmad Āl Saʿūd (in arabo عبدالعزيز بن أحمد بن عبدالعزيز‎?; Redlands, 20 giugno 1963) è un principe e imprenditore saudita, membro della famiglia reale Āl Saʿūd.

## Primi anni di vita
Il principe Abd al-Aziz è nato a Redlands, città in cui suo padre Ahmad bin 'Abd al-'Aziz si trovava per studi, il 20 giugno 1963. Suo padre è l'ex ministro dell'interno, Ahmad bin 'Abd al-'Aziz.

## Formazione
Nel 1986, il principe si è laureato all'Università Re Sa'ud con una doppia specializzazione in scienze politiche e scienze dell'amministrazione.

## Contributi umanitari
Il principe è un attivista umanitario a livello nazionale, regionale e internazionale, con stretti legami con l'Organizzazione Mondiale della Sanità. È fondatore e presidente di IMPACT-Eastern Mediterranean Region, un'organizzazione non governativa regionale che opera nel campo della prevenzione della cecità e del Consiglio del Medio Oriente Africano di Oftalmologia (MEACO). È anche presidente della Eastern Mediterranean Region dell'Agenzia Internazionale per la Prevenzione della Cecità (EMR-IAPB) e della Società Oftalmologica Saudita (SOS) e membro del consiglio di amministrazione della IAPB. È stato membro del consiglio dell'Associazione dei bambini disabili dell'Arabia Saudita. Egli è anche ambasciatrice globale dell'Iniziativa internazionale del tracoma e membro del Consiglio internazionale della Fondazione di oftalmologia (ICOF).

## Premi
Abd al-Aziz bin Ahmad ha ricevuto il Global Lifetime Achievement Award dall'Agenzia Internazionale per la Prevenzione della Cecità (IAPB) durante la sua 7ª Assemblea Generale tenutasi a Dubai nel settembre 2004, lo Scudo della 4ª Conferenza internazionale dell'Associazione araba di oftalmologia e della 1ª Conferenza di Oftalmologia del Bahrein in riconoscimento dei suoi sforzi regionali e globali nell'approvazione dell'iniziativa globale "VISION 2020: The Right to Sight". Questi sforzi hanno portato all'adozione di VISION 2020 in tutti i 22 paesi della regione EMR dal settembre 2004. Ha inoltre ricevuto il Premio Sceicco Hamdan bin Rashid Al Maktoum della Società Oftalmologica Emiratina in riconoscimento del suo lavoro dedicato nel campo della prevenzione della cecità nel mese di aprile del 2005.
Nel 2007, il principe Abd al-Aziz si è aggiudicato una borsa di studio onoraria del Royal College of Surgeons in Irlanda (RCSI).

## Investimenti
Abd al-Aziz bin Ahmad è anche imprenditore. Egli è presidente del Gruppo Atheeb, un conglomerato di investimenti diversificati con partecipazioni in aziende di telecomunicazioni, di amministrazione, di difesa, portuali, di trasporto e di altro tipo. È anche CEO dell'Atheeb Trading Company. Inoltre, egli è attivamente coinvolto come partner importante in numerose imprese commerciali private e pubbliche.

## Vita personale
Il principe è sposato con due figli: Turki e Maha. Egli è noto per essere appassionato di caccia con il falcone e di cavalli. Possiede le stalle "Athba", che comprendono un gran numero di bei cavalli.